# 索德斯鎮區 (明尼蘇達州萊昂縣)
索德斯鎮區（英語：Sodus Township）是位於美國明尼蘇達州萊昂縣的一個行政鎮區。

## 地方資料
索德斯鎮區的面積為94.17平方千米，當中陸地面積為94.11平方千米，而水域面積為0.05平方千米。根據2020年美國人口普查的數據，當地共有人口262人，而人口密度為每平方千米2.78人。